# Unione Sportiva Fascista Salernitana 1942-1943
Questa pagina raccoglie i dati riguardanti la Unione Sportiva Fascista Salernitana nelle competizioni ufficiali della stagione 1942-1943.

## Stagione
Nonostante la guerra in corso, in Italia si decide di continuare a giocare a calcio per un'altra stagione, ma per ragioni economiche connesse alla scarsità di risorse a causa del conflitto mondiale, si opta per una nuova riforma dei campionati di Serie C: si creeranno ben 12 gironi per un totale di 145 squadre partecipanti. I gironi vengono selezionati sulla base territoriale per ridurre i costi delle trasferte.
La Salernitana vincerà il girone L della Serie C, composta da 12 squadre, piazzandosi al primo posto davanti a Baratta Battipaglia e Savoia. Accederà poi al girone finale, piazzandosi seconda con 10 punti, dietro al Varese (11 punti). In questo modo la Salernitana ritorna in Serie B, e in qualità di squadra cadetta parteciperà successivamente, una volta riprese le attività calcistiche ufficiali, ossia nel 1945-1946, al Campionato Misto A/B, mentre nelle due stagioni precedenti prive di ufficialità, parteciperà a competizioni di carattere locale.

## Divise
La Salernitana dal 1929 al 1943 adotterà nuovamente come colore sociale il bianco-celeste, ma in alcune gare giocherà con la maglia interamente celeste.
| Manica sinistra · Manica sinistra · Maglietta · Maglietta · Manica destra · Manica destra · Pantaloncini · Calzettoni | Manica sinistra · Maglietta · Maglietta · Manica destra · Pantaloncini · Calzettoni |

## Organigramma societario
Fonte
Area direttiva
- Presidente: Matteo Scaramella
- Segretario: Antonio Pizzi

Area tecnica
- Allenatore: Giuseppe Viani

Area sanitaria
- Medico Sociale: Gino Bernabò
- Massaggiatore: Angelo Carmando

## Rosa
Fonte
| N. |                   | Ruolo | Calciatore                  |
| -- | ----------------- | ----- | --------------------------- |
|    | Italia (bandiera) | P     | Luigi Tombolato             |
|    | Italia (bandiera) | P     | Giuseppe Traverso           |
|    | Italia (bandiera) | D     | Mario Caroldi               |
|    | Italia (bandiera) | D     | Fernando Lomi               |
|    | Italia (bandiera) | D     | Alberto Rosso               |
|    | Italia (bandiera) | C     | Carmine Iacovazzo           |
|    | Italia (bandiera) | C     | Gerardo Naddeo              |
|    | Italia (bandiera) | C     | Giuseppe Trotter            |
|    | Italia (bandiera) | C     | Giuseppe Viani (allenatore) |

| N. |                   | Ruolo | Calciatore          |
| -- | ----------------- | ----- | ------------------- |
|    | Italia (bandiera) | C     | Vincenzo Voccia     |
|    | Italia (bandiera) | A     | Gian Battista Cagna |
|    | Italia (bandiera) | A     | Lino Cason          |
|    | Italia (bandiera) | A     | Vittorio Coccia     |
|    | Italia (bandiera) | A     | Elio Onorato        |
|    | Italia (bandiera) | A     | Antonio Pallotta    |
|    | Italia (bandiera) | A     | Giulio Piazza       |
|    | Italia (bandiera) | A     | Aldo Prata Pizzala  |
|    | Italia (bandiera) | A     | Sergio Rampini      |

## Risultati

### Serie C

#### Girone di andata
| Torre Annunziata 4 ottobre 1942 1ª giornata                               | Savoia    | 3 – 1 referto | Salernitana | Campo Formisano |
| \| \| \| \| \| Coppelli 19’, 48’ Amadesi 46’ \| Marcatori \| 40’ Cagna \| |           |               |             |                 |
|                                                                           |           |               |             |                 |
| Coppelli 19’, 48’ Amadesi 46’                                             | Marcatori | 40’ Cagna     |             |                 |

| Salerno 11 ottobre 1942 2ª giornata                                  | Salernitana | 3 – 0 referto | RST Littorio | Campo Littorio |
| \| \| \| \| \| Trotter 26’ Coccia 61’ Rampini 63’ \| Marcatori \| \| |             |               |              |                |
|                                                                      |             |               |              |                |
| Trotter 26’ Coccia 61’ Rampini 63’                                   | Marcatori   |               |              |                |

| Civitavecchia 18 ottobre 1942 3ª giornata                             | Civitavecchiese | 1 – 2 referto        | Salernitana | Stadio Littorio |
| \| \| \| \| \| Melchiorri 82’ \| Marcatori \| 32’ Piazza 74’ Viani \| |                 |                      |             |                 |
|                                                                       |                 |                      |             |                 |
| Melchiorri 82’                                                        | Marcatori       | 32’ Piazza 74’ Viani |             |                 |

| Salerno 25 ottobre 1942 4ª giornata          | Salernitana | 1 – 0 referto | Casertana | Campo Littorio |
| \| \| \| \| \| Coccia 32’ \| Marcatori \| \| |             |               |           |                |
|                                              |             |               |           |                |
| Coccia 32’                                   | Marcatori   |               |           |                |

| Salerno 1º novembre 1942 5ª giornata                                  | Salernitana | 3 – 0 referto | BPD Colleferro | Campo Littorio |
| \| \| \| \| \| Pallotta 52’ Piazza 66’ Trotter 74’ \| Marcatori \| \| |             |               |                |                |
|                                                                       |             |               |                |                |
| Pallotta 52’ Piazza 66’ Trotter 74’                                   | Marcatori   |               |                |                |

| Castellammare di Stabia 19 novembre 1942 6ª giornata    | Stabia    | 0 – 2 Ripetuta referto | Salernitana | Stadio San Marco |
| \| \| \| \| \| \| Marcatori \| 35’ Onorato 62’ Cagna \| |           |                        |             |                  |
|                                                         |           |                        |             |                  |
|                                                         | Marcatori | 35’ Onorato 62’ Cagna  |             |                  |

| Scafati 15 novembre 1942 7ª giornata | Scafatese | 0 – 2 a tavolino referto | Salernitana |  |

| Bagnoli (Napoli) 22 novembre 1942 8ª giornata                                         | Ilva Bagnolese | 2 – 3 referto                | Salernitana | Campo Ilva |
| \| \| \| \| \| Paone 10’ Franzese 90’ \| Marcatori \| 33’, 74’ Rampini 69’ Onorato \| |                |                              |             |            |
|                                                                                       |                |                              |             |            |
| Paone 10’ Franzese 90’                                                                | Marcatori      | 33’, 74’ Rampini 69’ Onorato |             |            |

| Salerno 29 novembre 1942 9ª giornata                                                       | Salernitana | 3 – 2 referto         | Cavese | Campo Littorio |
| \| \| \| \| \| Coccia 4’ (rig.), 48’ Pallotta 72’ \| Marcatori \| 17’ Valese 37’ Beotti \| |             |                       |        |                |
|                                                                                            |             |                       |        |                |
| Coccia 4’ (rig.), 48’ Pallotta 72’                                                         | Marcatori   | 17’ Valese 37’ Beotti |        |                |

| Battipaglia 6 dicembre 1942 10ª giornata                  | Baratta Battipaglia | 1 – 1 referto | Salernitana |  |
| \| \| \| \| \| Compiani 64’ \| Marcatori \| 80’ Coccia \| |                     |               |             |  |
|                                                           |                     |               |             |  |
| Compiani 64’                                              | Marcatori           | 80’ Coccia    |             |  |

| Salerno 13 dicembre 1942 11ª giornata            | Salernitana | 0 – 1 referto  | VV.FF. Roma | Campo Littorio |
| \| \| \| \| \| \| Marcatori \| 25’ Roccasecca \| |             |                |             |                |
|                                                  |             |                |             |                |
|                                                  | Marcatori   | 25’ Roccasecca |             |                |

#### Girone di ritorno
| Salerno 3 gennaio 1943 12ª giornata                            | Salernitana | 3 – 0 referto | Savoia | Campo Littorio |
| \| \| \| \| \| Pizzala 23’, 82’ Rampini 35’ \| Marcatori \| \| |             |               |        |                |
|                                                                |             |               |        |                |
| Pizzala 23’, 82’ Rampini 35’                                   | Marcatori   |               |        |                |

| Roma 10 gennaio 1943 13ª giornata                                    | Avia      | 1 – 2 referto          | Salernitana |  |
| \| \| \| \| \| Cerroni 70’ \| Marcatori \| 14’ Rampini 42’ Coccia \| |           |                        |             |  |
|                                                                      |           |                        |             |  |
| Cerroni 70’                                                          | Marcatori | 14’ Rampini 42’ Coccia |             |  |

| Salerno 17 gennaio 1943 14ª giornata                        | Salernitana | 2 – 0 referto | Civitavecchiese | Campo Littorio |
| \| \| \| \| \| Iacovazzo 46’ Rampini 85’ \| Marcatori \| \| |             |               |                 |                |
|                                                             |             |               |                 |                |
| Iacovazzo 46’ Rampini 85’                                   | Marcatori   |               |                 |                |

| Caserta 24 gennaio 1943 15ª giornata                                            | Casertana | 0 – 4 referto                                 | Salernitana | Stadio Alberto Pinto |
| \| \| \| \| \| \| Marcatori \| 4’, 70’ Pizzala 19’ Onorato 87’ (rig.) Coccia \| |           |                                               |             |                      |
|                                                                                 |           |                                               |             |                      |
|                                                                                 | Marcatori | 4’, 70’ Pizzala 19’ Onorato 87’ (rig.) Coccia |             |                      |

| Colleferro 31 gennaio 1943 16ª giornata                    | BPD Colleferro | 1 – 1 referto | Salernitana | Stadio Comunale |
| \| \| \| \| \| Borsetti 79’ \| Marcatori \| 21’ Pizzala \| |                |               |             |                 |
|                                                            |                |               |             |                 |
| Borsetti 79’                                               | Marcatori      | 21’ Pizzala   |             |                 |

| Salerno 7 febbraio 1943 17ª giornata                                          | Salernitana | 3 – 1 referto | Stabia | Campo Littorio |
| \| \| \| \| \| Pizzala 18’ Cagna 48’ Cason 84’ \| Marcatori \| 14’ Toscano \| |             |               |        |                |
|                                                                               |             |               |        |                |
| Pizzala 18’ Cagna 48’ Cason 84’                                               | Marcatori   | 14’ Toscano   |        |                |

| Salerno 14 febbraio 1943 18ª giornata                          | Salernitana | 1 – 2 referto    | Scafatese | Campo Littorio |
| \| \| \| \| \| Rampini 74’ \| Marcatori \| 39’, 90’ Minazzi \| |             |                  |           |                |
|                                                                |             |                  |           |                |
| Rampini 74’                                                    | Marcatori   | 39’, 90’ Minazzi |           |                |

| Salerno 21 febbraio 1943 19ª giornata                                | Salernitana | 2 – 1 referto | Ilva Bagnolese | Campo Littorio |
| \| \| \| \| \| Pizzala 15’ Cagna 54’ \| Marcatori \| 23’ Franzese \| |             |               |                |                |
|                                                                      |             |               |                |                |
| Pizzala 15’ Cagna 54’                                                | Marcatori   | 23’ Franzese  |                |                |

| Cava de' Tirreni 28 febbraio 1943 20ª giornata                | Cavese    | 1 – 2 referto    | Salernitana |  |
| \| \| \| \| \| Valese 74’ \| Marcatori \| 22’, 80’ Rampini \| |           |                  |             |  |
|                                                               |           |                  |             |  |
| Valese 74’                                                    | Marcatori | 22’, 80’ Rampini |             |  |

| Salerno 7 marzo 1943 21ª giornata                                          | Salernitana | 2 – 1 referto | Baratta Battipaglia | Campo Littorio |
| \| \| \| \| \| Cagna 47’ Coccia 83’ (rig.) \| Marcatori \| 55’ Minguzzi \| |             |               |                     |                |
|                                                                            |             |               |                     |                |
| Cagna 47’ Coccia 83’ (rig.)                                                | Marcatori   | 55’ Minguzzi  |                     |                |

| Roma 13 marzo 1943 22ª giornata                             | VV.FF. Roma | 2 – 0 referto | Salernitana |  |
| \| \| \| \| \| Cinque 11’ Roccasecca 72’ \| Marcatori \| \| |             |               |             |  |
|                                                             |             |               |             |  |
| Cinque 11’ Roccasecca 72’                                   | Marcatori   |               |             |  |

#### Girone Finale

##### Girone di andata
| Salerno 4 aprile 1943 1ª giornata                       | Salernitana | 2 – 0 referto | Biellese | Campo Littorio |
| \| \| \| \| \| Cagna 37’ Onorato 62’ \| Marcatori \| \| |             |               |          |                |
|                                                         |             |               |          |                |
| Cagna 37’ Onorato 62’                                   | Marcatori   |               |          |                |

| Varese 11 aprile 1943 2ª giornata              | Varese    | 1 – 0 referto | Salernitana | Stadio del Littorio |
| \| \| \| \| \| Panagini 21’ \| Marcatori \| \| |           |               |             |                     |
|                                                |           |               |             |                     |
| Panagini 21’                                   | Marcatori |               |             |                     |

| Forlì 25 aprile 1943 3ª giornata                              | Forlì     | 0 – 3 referto               | Salernitana | Stadio Tullo Morgagni |
| \| \| \| \| \| \| Marcatori \| 44’, 89’ Coccia 67’ Pizzala \| |           |                             |             |                       |
|                                                               |           |                             |             |                       |
|                                                               | Marcatori | 44’, 89’ Coccia 67’ Pizzala |             |                       |

| Salerno 2 maggio 1943 4ª giornata | Salernitana | 0 – 0 referto | Borzacchini Terni | Campo Littorio |

##### Girone di ritorno
| Biella 9 maggio 1943 5ª giornata                                             | Biellese  | 3 – 2 referto    | Salernitana | Stadio Lamarmora |
| \| \| \| \| \| Quario 24’, 84’ Dante 52’ \| Marcatori \| 26’, 78’ Rampini \| |           |                  |             |                  |
|                                                                              |           |                  |             |                  |
| Quario 24’, 84’ Dante 52’                                                    | Marcatori | 26’, 78’ Rampini |             |                  |

| Salerno 16 maggio 1943 6ª giornata                 | Salernitana | 1 – 0 referto | Varese | Campo Littorio |
| \| \| \| \| \| Cagna 79’ (rig.) \| Marcatori \| \| |             |               |        |                |
|                                                    |             |               |        |                |
| Cagna 79’ (rig.)                                   | Marcatori   |               |        |                |

| Salerno 30 maggio 1943 7ª giornata | Salernitana | 0 – 0 referto | Forlì | Campo Littorio |

| Terni 6 giugno 1943 8ª giornata                                                            | Borzacchini Terni | 2 – 3 referto                | Salernitana | Stadio Viale Brin |
| \| \| \| \| \| Cammaronese 12’ Dentuti 35’ \| Marcatori \| 27’, 62’ Onorato 75’ Rampini \| |                   |                              |             |                   |
|                                                                                            |                   |                              |             |                   |
| Cammaronese 12’ Dentuti 35’                                                                | Marcatori         | 27’, 62’ Onorato 75’ Rampini |             |                   |

## Statistiche

### Statistiche di squadra
| Competizione  | Punti | In casa | In casa | In casa | In casa | In casa | In casa | In trasferta | In trasferta | In trasferta | In trasferta | In trasferta | In trasferta | Totale | Totale | Totale | Totale | Totale | Totale | DR  |
| Competizione  | Punti | G       | V       | N       | P       | Gf      | Gs      | G            | V            | N            | P            | Gf           | Gs           | G      | V      | N      | P      | Gf     | Gs     | DR  |
| ------------- | ----- | ------- | ------- | ------- | ------- | ------- | ------- | ------------ | ------------ | ------------ | ------------ | ------------ | ------------ | ------ | ------ | ------ | ------ | ------ | ------ | --- |
| Serie C       | 34    | 11      | 9       | 0       | 2       | 23      | 8       | 11           | 7            | 2            | 2            | 20           | 12           | 22     | 16     | 2      | 4      | 43     | 20     | +23 |
| Girone Finale | 10    | 4       | 2       | 2       | 0       | 3       | 0       | 4            | 2            | 0            | 2            | 8            | 6            | 8      | 4      | 2      | 2      | 11     | 6      | +5  |
| Totale        | -     | 15      | 11      | 2       | 2       | 26      | 8       | 15           | 9            | 2            | 4            | 28           | 18           | 30     | 20     | 4      | 6      | 54     | 26     | +28 |

### Andamento in campionato

#### Serie C
| Giornata  | 1 | 2 | 3 | 4 | 5 | 6 | 7 | 8 | 9 | 10 | 11 | 12 | 13 | 14 | 15 | 16 | 17 | 18 | 19 | 20 | 21 | 22 |
| --------- | - | - | - | - | - | - | - | - | - | -- | -- | -- | -- | -- | -- | -- | -- | -- | -- | -- | -- | -- |
| Luogo     | T | C | T | C | C | T | T | T | C | T  | C  | C  | T  | C  | T  | T  | C  | C  | C  | T  | C  | T  |
| Risultato | P | V | V | V | V | V | V | V | V | N  | P  | V  | V  | V  | V  | N  | V  | P  | V  | V  | V  | P  |

Legenda:

Luogo: C = Casa; T = Trasferta. Risultato: V = Vittoria; N = Pareggio; P = Sconfitta.

#### Girone Finale
| Giornata  | 1 | 2 | 3 | 4 | 5 | 6 | 7 | 8 |
| --------- | - | - | - | - | - | - | - | - |
| Luogo     | C | T | T | C | T | C | C | T |
| Risultato | V | P | V | N | P | V | N | V |

Legenda:

Luogo: C = Casa; T = Trasferta. Risultato: V = Vittoria; N = Pareggio; P = Sconfitta.

### Statistiche dei giocatori
Fonte
| Giocatore    | Serie C  | Serie C | Serie C     | Serie C    |
| Giocatore    | Presenze | Reti    | Ammonizioni | Espulsioni |
| ------------ | -------- | ------- | ----------- | ---------- |
| M. Caroldi   | 10       | 0       | ?           | ?          |
| G. Cagna     | 24       | 7       | ?           | ?          |
| L. Cason     | 9        | 1       | ?           | ?          |
| V. Coccia    | 27       | 10      | ?           | ?          |
| C. Iacovazzo | 26       | 1       | ?           | ?          |
| F. Lomi      | 27       | 0       | ?           | ?          |
| G. Naddeo    | 0        | 0       | 0           | 0          |
| E. Onorato   | 24       | 6       | ?           | ?          |
| A. Pallotta  | 15       | 2       | ?           | ?          |
| G. Piazza    | 5        | 2       | ?           | ?          |
| A. Pizzala   | 25       | 8       | ?           | ?          |
| S. Rampini   | 25       | 12      | ?           | ?          |
| A. Rosso     | 22       | 0       | ?           | ?          |
| L. Tombolato | 9        | -7      | ?           | ?          |
| G. Traverso  | 21       | -19     | ?           | ?          |
| G. Trotter   | 29       | 2       | ?           | ?          |
| G. Viani     | 22       | 1       | ?           | ?          |
| V. Coccia    | 7        | 0       | ?           | ?          |